# Попелівка
Попелівка (Tephroseris) — рід рослин з родини айстрових (Asteraceae).

## Історія

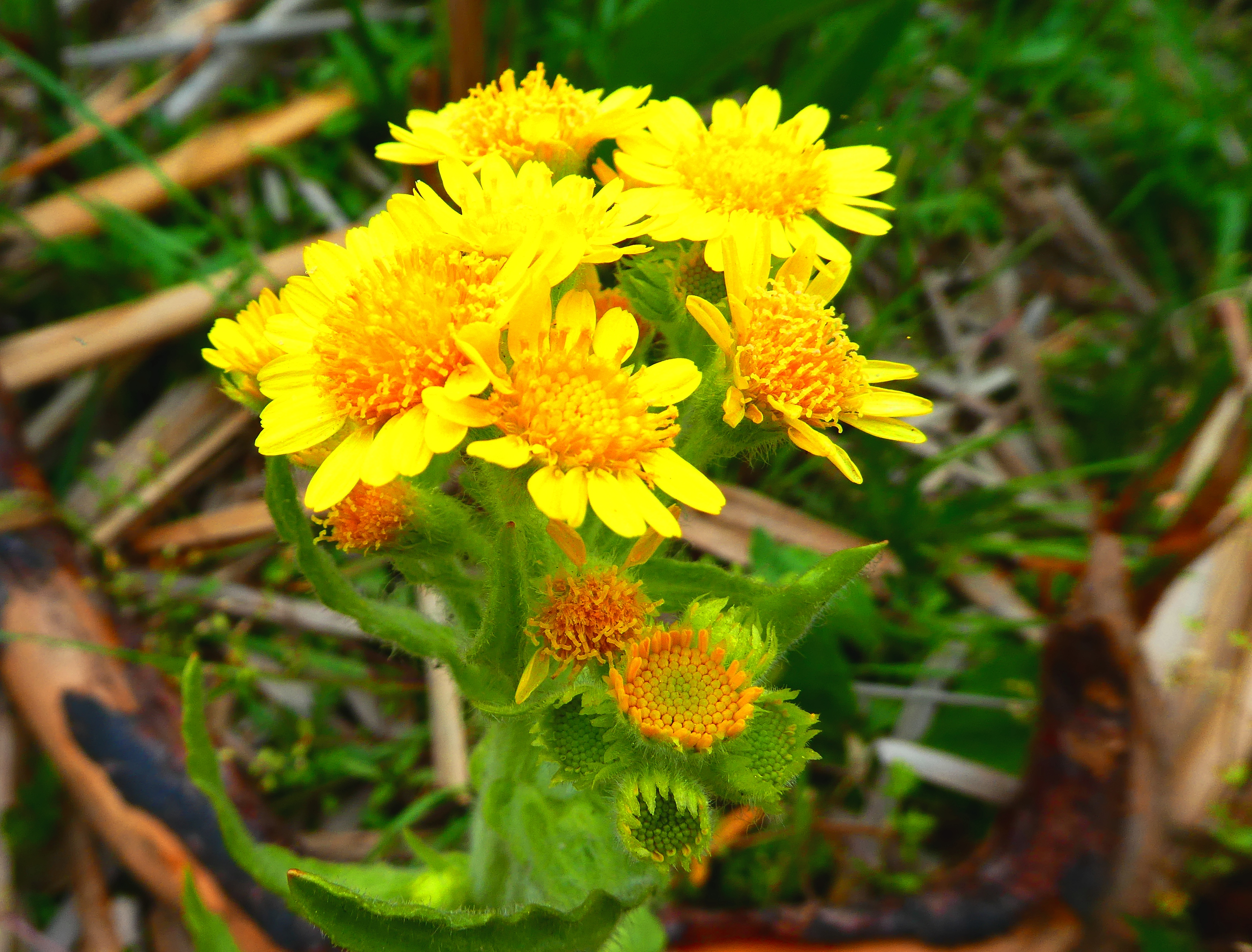
Tephroseris palustris

Tephroseris вперше з'явився в літературі як назва підроду роду Cineraria. У 1841 році цей таксон був виділений Райхенбахом як окремий рід.

## Опис
Прямостоячі багаторічні, дворічніабо однорічні трав'янисті рослини з волокнистими корінням. Стебла листяні. Листя прості, черешкові або сидячі, як прикореневі, так і на стеблі. Прикореневі листя язичкоподібні. Квіток 7-15, зазвичай 13, рідко 18 або 20-25; пластинка жовта, оранжева або пурпурно-червона, довгаста, рідше лінійна або еліптично-довгаста. Дискових квіток багато, віночок жовтий, оранжевий або оранжево-червоний, іноді фіолетового відтінку. Пиляки лінійно-довгасті, рідше довгасті, основи зазвичай тупі до округлих. Сім'янки циліндричні, ребристі, голі або слабо опушені.

## Поширення
Близько 50 видів, поширених в помірних і арктичних регіонах Азії та Європи, що простягаються до Північної Америки; 14 видів (чотири ендемічні) в Китаї.

## Види
- Tephroseris adenolepis C.Jeffrey & Y.L.Chen
- Tephroseris × arctisibirica (Jurtzev & Korobkov) Czerep.
- Tephroseris balbisiana (DC.) Holub
- Tephroseris cladobotrys Griseb. & Schenk
- Tephroseris crassifolia Griseb. & Schenk
- Tephroseris crispa Schur
- Tephroseris elodes (DC.) Holub
- Tephroseris flammea (DC.) Holub
- Tephroseris frigida (Richardson) Holub
- Tephroseris furusei (Kitam.) B.Nord.
- Tephroseris gurensis Barkalov
- Tephroseris helenitis (L.) B.Nord.
- Tephroseris hieraciiformis (Kom.) Barkalov
- Tephroseris integrifolia (L.) Holub
- Tephroseris jacutica (Schischk.) Holub
- Tephroseris kawakamii (Makino) Holub
- Tephroseris kirilowii (Turcz. ex DC.) Holub
- Tephroseris kjellmanii (A.E.Porsild) Holub
- Tephroseris koreana (Kom.) B.Nord. & Pelser
- Tephroseris lindstroemii (Ostenf.) Á.Löve & D.Löve
- Tephroseris longifolia (Jacq.) Griseb. & Schenk
- Tephroseris newcombei (Greene) B.Nord. & Pelser
- Tephroseris ochotensis Barkalov
- Tephroseris palustris (L.) Schrenk ex Rchb.
- Tephroseris papposa (Rchb.) Schur
- Tephroseris phaeantha (Nakai) C.Jeffrey & Y.L.Chen
- Tephroseris pierotii (Miq.) Holub
- Tephroseris porphyrantha (Schischk.) Holub
- Tephroseris praticola (Schischk. & Serg.) Holub
- Tephroseris pricei (N.D.Simpson) Holub
- Tephroseris pseudoaurantiaca (Kom.) Czerep.
- Tephroseris pseudosonchus (Vaniot) C.Jeffrey & Y.L.Chen
- Tephroseris pyroglossa (Kar. & Kir.) Holub
- Tephroseris rufa (Hand.-Mazz.) B.Nord.
- Tephroseris schistosa (Kharkev.) Barkalov
- Tephroseris sichotensis (Kom.) Holub
- Tephroseris stolonifera (Cufod.) Holub
- Tephroseris subdentata (Bunge) Holub
- Tephroseris subfrigida (Kom.) Holub
- Tephroseris subscaposa (Kom.) Czerep.
- Tephroseris sukaczevii (Schischk.) Holub
- Tephroseris taitoensis (Hayata) Holub
- Tephroseris takedana (Kitam.) Holub
- Tephroseris turczaninovii (DC.) Holub
- Tephroseris vereszczaginii (Schischk. & Serg.) Holub
- Tephroseris yukonensis (A.E.Porsild) Holub